# Вандерлин, Джон
Джон Вандерлин (англ. John Vanderlyn, 18 октября 1775, Кингстон (Нью-Йорк) — 23 сентября 1852, там же) — американский художник, представитель неоклассицизма.

## Биография
Родился в Кингстоне — первой столице штата Нью-Йорк. В детстве работал продавцом газет, затем отправился в Филадельфию, где постигал основы живописи в мастерской Гилберта Стюарта, копируя написанные мастером портреты, в том числе один из них Аарона Бёрра, ставшего впоследствии третьим вице-президентом США. Бёрр обратил внимание на талантливого юношу и в 1796 отправил Вандерлина в Париж, где тот учился в течение пяти лет в мастерской Венсана. Вандерлин был первым американцем, учившимся живописи во Франции, а не в Англии.
В 1801 вернулся в Соединенные Штаты и поселился в доме своего покровителя Бёрра, где написал известный портрет вице-президента и его дочери. В 1802 он написал два полотна с изображением Ниагарского водопада, которые были выгравированы и изданы в Лондоне в 1804 году. В 1803 Вандерлин вернулся в Париж, посетил Англию в 1805 году.
Затем отправился в Рим, где он пишет свою картину «Гай Марий на развалинах Карфагена», которая была выставлена в Париже и получила золотую медаль Наполеона. Этот успех привел к тому, что художник остался в Париже ещё на семь лет, в течение которых он пользовался большой популярностью у публики и критиков. Когда Аарон Бёрр отправился в добровольное изгнание в Европу, в Париж, Вандерлин стал на некоторое время его единственной поддержкой.
В 1812 году живописец продемонстрировал в Нью-Йорке свою картину «Ариадна на острове Наксос». Это академическое изображение обнаженной натуры было сочтено в США непристойным. Чтобы выжить, художник был вынужден обратиться к более коммерческому виду искусства — панорамам, в специально построенном в Нью-Йорке здании, где создал панорамы Парижа, Афин, Мехико, Версаля.
В 1815 он окончательно вернулся в Соединенные Штаты. Писал портреты различных выдающихся людей государства, в том числе Д. Вашингтона (для Палаты представителей США), Джеймса Монро, Джона Кэлхуна, первого избранного губернатора Нью-Йорка Джорджа Клинтона, Эндрю Джексона, Закари Тейлора и др.
Однако ни его портреты, ни панорамы не принесли ему финансового успеха в США, отчасти потому, что он работал очень медленно.
В 1842, благодаря связям, он получил заказ Конгресса написать картину о высадке Колумба на землю Америки. Это полотно было позже воспроизведено в виде гравюры и использовано на почтовой 2-х центовой марке образца 1893 года.
Умер в бедности в Кингстоне, Нью-Йорк, 23 сентября 1852 года.
- Джеймс Монро, пятый президент США (1817—1825)
- Аарон Бёрр, третий вице-президент США
- Почтовая марка США образца 1893 года.
- Гай Марий на развалинах Карфагена